# District de Carhaix
Le district de Carhaix est une ancienne division territoriale française du département du Finistère de 1790 à 1795.
Il était composé des cantons de Carhaix, Chateauneuf, Coray, Huelgoat, Plonnevez, Saint Hernin et Serginac.